# Tanatoprassi
La tanatoprassi è l'insieme delle cure rivolte e del «trattamento estetico delle salme prima delle esequie». La parola deriva dal greco thanatos 'morte' e praxis 'pratica'. Il professionista che svolge i trattamenti di tanatoprassi è definito tanatoprattore.

## Diffusione
La tanatoprassi, oltre che negli Stati Uniti, è legalmente autorizzata in molti paesi europei. In Italia è rappresentata dall'A.I.T. (Associazione Italiana di Tanatoprassi) e dall'I.N.I.T. (Istituto Nazionale Italiano di Tanatoprassi).
La disciplina è legata alla realizzazione delle case funerarie, la cui funzione è quella di ospitare la salma, il defunto così non deve sostare troppo tempo nell'ambiente dell'obitorio, garantendo alle famiglie in lutto un luogo confortevole e personale specializzato.
In Italia, mentre il Regolamento di polizia mortuaria include specifiche disposizioni riguardo alla pratica dell'imbalsamazione, quasi niente è previsto relativamente alla tanatoprassi.

## Procedimenti
La tanatoprassi è un trattamento "post-mortem" e consiste nella cura igienica di conservazione e di presentazione estetica del corpo dopo la morte, volta soprattutto a realizzare un processo altamente igienico nel settore funerario e cimiteriale.
Nelle ore successive alla morte, infatti, il corpo subisce una veloce trasformazione, con la fuoriuscita di liquidi organici e la presenza di vapori nauseanti, che rendono la veglia funebre traumatica e potenzialmente pericolosa.
Secondo quanto afferma l'Istituto Nazionale Italiano di Tanatoprassi, la tanatoprassi prevede un'iniezione nel sistema arterioso di un fluido conservante e una serie di cure estetiche che consentono di mantenere un'immagine integra del defunto, ritardando per alcune settimane il processo di decomposizione. Inoltre viene garantito il naturale ritorno in polvere del corpo in un tempo massimo di 10 anni, mentre un corpo che non ha subito nessun trattamento può richiedere dai 40 agli 80 anni.
La tanatoprassi presenta i suoi vantaggi anche nell'ambito della medicina legale, infatti fermando la decomposizione della salma si fissano i tessuti e le lesioni come in una preparazione istologica, consentendo così di eseguire le indagini più facilmente: ad esempio studiare meglio la traiettoria di un proiettile ed avere un apporto ai metodi di identificazione medico-legale. In caso di una riesumazione, resa necessaria da indagini giudiziarie, si avranno sicuramente risultati migliori su un cadavere trattato, rispetto a un cadavere in decomposizione.
La tanatoprassi non è da confondere con l'imbalsamazione perpetua, ma è un metodo di conservazione temporanea; fa sì che le salme possano essere conservate dai 10 ai 15 giorni prima della sepoltura.

## Tanatoestetica
La tanatoestetica è una branca della tanatoprassi che si occupa della cura dell'aspetto estetico del defunto.
In Giappone è praticata come parte integrante del rito funebre ed è stata rappresentata con il film del 2008 diretto da Yōjirō Takita Departures (おくりびと?, Okuribito, lett. "Persona che accompagna alla partenza")  premiato con l'Oscar al miglior film in lingua straniera nel 2009 a Los Angeles.